# Take Off

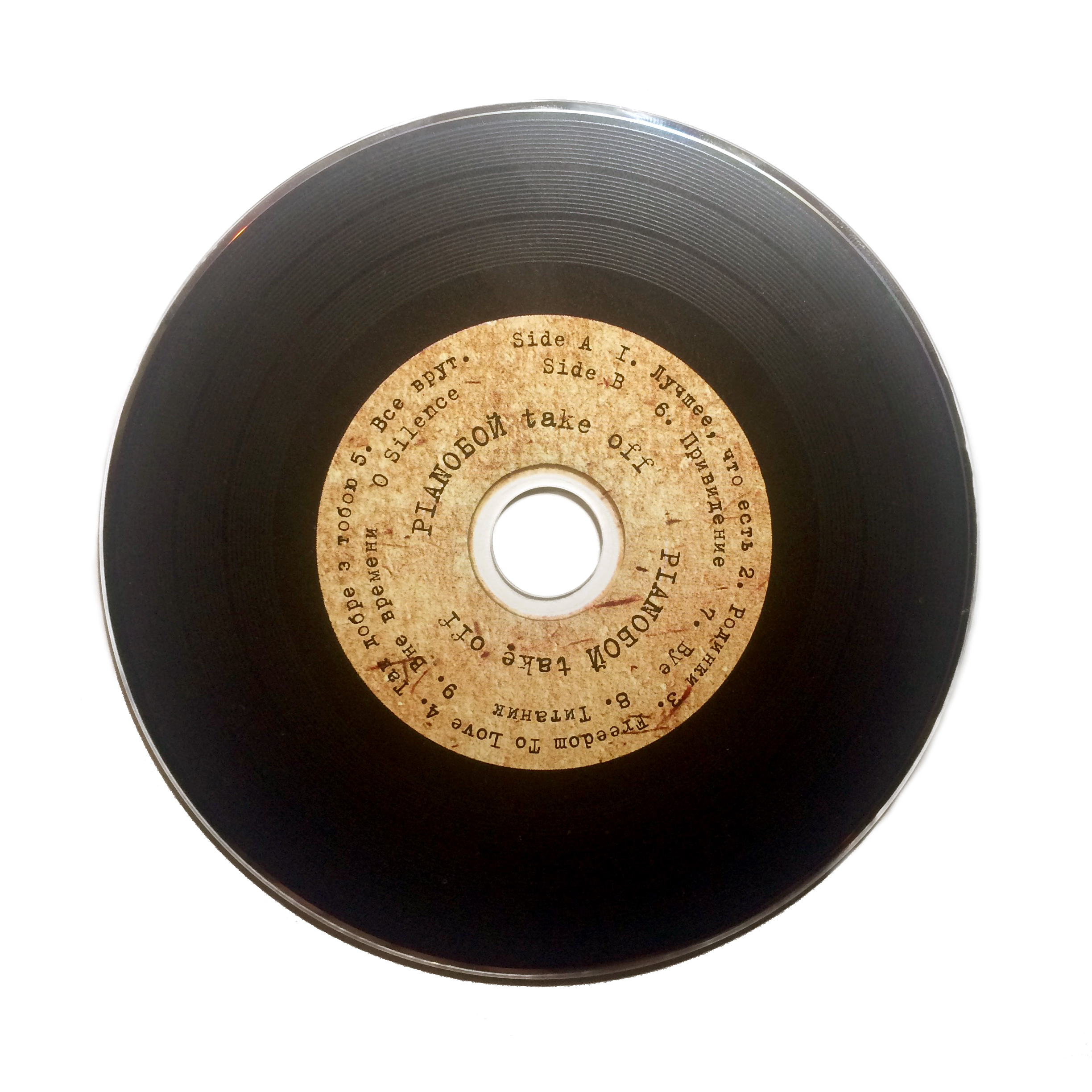
CD-диск оформлений у вигляді платівки.

Take Off (від англ. зліт, відрив) — третій студійний альбом гурту Pianoбой, випущений 4 грудня 2015 року. Номінувався в категорії «Найкращий альбом» премії YUNA 2017.

## Про альбом
Дмитро Шуров працював над альбомом понад 2 роки. До нього увійшло 10 композицій. Пісня «Горя чуть слышно», що вийшла синглом раніше альбому, не увійшла до нього, хоча це було анонсовано. Цей альбом має менш соціально-спрямовані тексти, ніж попередні роботи, бо він — про кохання. Випустився альбом у двох форматах — CD і цифрове завантаження (у вільному доступі на SoundCloud).

## Просування та сингли
На підтримку альбому, гурт вирушив у Take Off Тур, що мав декілька етапів. Почався 5 липня 2015 року концертом у Дніпрі і завершився 3 грудня 2016 виступом у київському клубі Atlas.
Першим синглом стала україномовна пісня «Родимки», яка в альбомній версії російськомовна і називається «Родинки».

## Список композиції
Автор музики і слів Дмитро Шуров. 
| #     | Назва               | Тривалість |
| ----- | ------------------- | ---------- |
| 1.    | «Лучшее, что есть»  | 4:10       |
| 2.    | «Родинки»           | 3:23       |
| 3.    | «Freedom to love»   | 3:19       |
| 4.    | «Так добре з тобою» | 4:12       |
| 5.    | «Все врут.»         | 4:21       |
| 6.    | «Привидение»        | 3:09       |
| 7.    | «Bye»               | 3:41       |
| 8.    | «Титаник»           | 3:56       |
| 9.    | «Вне времени»       | 3:51       |
| 10.   | «Silence»           | 3:00       |
| 37:00 |                     |            |

## Учасники запису

### Pianoбой
- Дмитро Шуров — музика, слова, концепція, вокал, піаніно, аранжування струнних, інженер запису, зведення (пісні: 2, 8, 9), ударні (пісні: 5), перкусія, продюсування
- Ольга Шурова — бек-вокал, електрогітара, плескання
- Андрей Надольский — бек-вокал, ударні (пісні: 1, 2, 3, 4, 5, 6, 7)
- Микола Кістеньов — бас-гітара, контрабас, бек-вокал
- Олександр Поляков — ударні (пісні: 8, 9)

### Додатковий персонал
- Сергій Дегтярьов — обкладинка
- Віталій Физер — диригент
- Борис Садіков — інженер запису
- Frank Arkwright — інженер мастерингу (Abbey Road Studios)
- Юрій Смаліус — інженер зведення (Britrecords Studio)
- Олександра Маркив — струнні
- Дярина Білоцерковска — струнні
- Оксана Пінчук — струнні
- Анна і Марія Опанасюк — бек-вокал
- Данил Галико — бек-вокал